# Tom Rosenthal
Tom Rosenthal (ur. 26 sierpnia 1986) – brytyjski piosenkarz i kompozytor piosenek.
Jego klip do piosenki „Watermelon” był notowany na liście 30 najlepszych klipów muzycznych 2014 roku przez The Huffington Post. W teledysku do „Lights are on But Nobody's Home” występuje Josie Long.
Utwory „Forgets Slowly”, „Lights on But Nobody's Home” i „Take Care” pojawiły się w serialu Skins, w odcinku „Alo”. „Go Solo” zostało użyte w ścieżce dźwiękowej niemieckiego filmu Head Full of Honey (2014), w dokumentach Kid Poker (2015) i Hard Knocks (2016) oraz w zwiastunie filmu Felix and Meira. „It's OK” zostało wykorzystane w zwiastunach filmów: Comet (2014), Anesthesia (2014) i L'odysée (2016). Ta piosenka pojawiła się również w 10 odcinku serialu Strażacy. Utwory „It's OK” i „Woes” wykorzystywane były także w australijskim serialu Neighbours.
Tom Rosenthal napisał też wiele podkładów muzycznych do filmów krótkometrażowych i reklam.
Tom zrealizował serię dziesięciu vlogów, która rozpoczęła się 10 marca 2016 roku, a zakończyła 19 kwietnia 2016 roku. Przedstawia ona wystąpienia na żywo oraz rodzinę i przyjaciół muzyka. W ostatnim odcinku znalazł się wywiad z brytyjskim komikiem i aktorem Tomem Rosenthalem. Rok później artysta zrealizował drugą serię, która potrwała od 13 sierpnia 2017 roku do 29 grudnia 2017 roku.

## Życie prywatne
Artysta studiował antropologię na Durham University. Obecnie mieszka z Bellą Pace i dwiema córkami w Londynie.

## Dyskografia

### Albumy
| Tytuł                               | Szczegóły                                                                                                  |
| ----------------------------------- | --- |
| Keep a Private Room Behind the Shop | - Wydany: 10 października 2011 - Wytwórnia: Tinpot Records - Formaty: CD, digital download                 |
| Who's That in The Fog?              | - Wydany: 25 października 2013 - Wytwórnia: Tinpot Records - Formaty: CD, digital download                 |
| Bolu                                | - Wydany: 10 kwietnia 2015 - Wytwórnia: Tinpot Records - Formaty: CD, digital download                     |
| Fenn                                | - Wydany: 25 maja 2017 - Wytwórnia: Tinpot Records - Formaty: CD, digital download                         |
| Z-Sides                             | - Wydany: 26 października 2018 - Wytwórnia: Tinpot Records - Formaty: CD, digital download                 |
| Denis Was a Bird                    | - Wydany: 20 sierpnia 2021 - Wytwórnia: Tinpot Records - Formaty: CD, digital download, płyta winylowa 12" |
| Zz-sides                            | - Wydany: 24 listopada 2023 - Wytwórnia: Tinpot Records - Formaty: CD, digital download                    |

### Minialbumy
| Tytuł                      | Szczegóły                                                                        |
| -------------------------- | -------------------------------------------------------------------------------- |
| The Pleasant Trees         | - Wydany: 14 marca 2014 - Wytwórnia: Tinpot Records - Format: Digital download   |
| The Pleasant Trees, Vol. 2 | - Wydany: 25 grudnia 2015 - Wytwórnia: Tinpot Records - Format: Digital download |
| The Pleasant Trees, Vol. 3 | - Wydany: 13 maja 2016 - Wytwórnia: Tinpot Records - Format: Digital download    |
| Don't Die Curious          | - Wydany: 30 marca 2018 - Wytwórnia: Tinpot Records - Format: Digital download   |

### Składanki
| Tytuł                                 | Szczegóły                                                                              |
| ------------------------------------- | -------------------------------------------------------------------------------------- |
| B-Sides                               | - Wydany: 29 kwietnia 2013 - Wywórnia: Tinpot Records - Format: Digital download       |
| The Pleasant Trees (Volumes 1, 2 & 3) | Wydany: 13 maja 2016 Wytwórnia: Tinpot Records Format: CD, digital download, winyl 12" |

### Single spoza albumów
| Rok  | Tytuł                      |
| ---- | -------------------------- |
| 2011 | „Superfresh”               |
| 2012 | „Christmas Quiet”          |
| 2014 | „Hey, Luis, Don't Bite Me” |
| 2017 | „Melania”                  |
| 2018 | „Lights are on”            |